# Беталто (Іллінойс)
Беталто (англ. Bethalto) — селище (англ. village) в США, в окрузі Медісон штату Іллінойс. Населення — 9310 осіб (2020).

## Географія
Беталто розташоване за координатами 38°54′11″ пн. ш. 90°3′12″ зх. д. / 38.90306° пн. ш. 90.05333° зх. д. (38.902967, -90.053468).  За даними Бюро перепису населення США в 2010 році селище мало площу 19,68 км², з яких 19,47 км² — суходіл та 0,21 км² — водойми.

## Демографія
Згідно з переписом 2010 року, у селищі мешкала 9521 особа в 3983 домогосподарствах у складі 2656 родин. Густота населення становила 484 особи/км².  Було 4289 помешкань (218/км²).
Расовий склад населення:
| - 96,8 % — білих - 0,8 % — чорних або афроамериканців - 0,5 % — азіатів - 0,1 % — корінних американців |

До двох чи більше рас належало 1,0 %. Частка іспаномовних становила 1,9 % від усіх жителів.
За віковим діапазоном населення розподілялося таким чином: 22,1 % — особи молодші 18 років, 61,0 % — особи у віці 18—64 років, 16,9 % — особи у віці 65 років та старші. Медіана віку мешканця становила 40,3 року. На 100 осіб жіночої статі у селищі припадало 92,6 чоловіків;  на 100 жінок у віці від 18 років та старших — 89,6 чоловіків також старших 18 років.
Середній дохід на одне домашнє господарство  становив 67 990 доларів США (медіана — 57 759), а середній дохід на одну сім'ю — 78 761 долар (медіана — 67 874). Медіана доходів становила 56 715 доларів для чоловіків та 40 442 долари для жінок. За межею бідності перебувало 14,5 % осіб, у тому числі 23,4 % дітей у віці до 18 років та 7,0 % осіб у віці 65 років та старших.
Цивільне працевлаштоване населення становило 4238 осіб. Основні галузі зайнятості: освіта, охорона здоров'я та соціальна допомога — 21,0 %, виробництво — 15,2 %, роздрібна торгівля — 10,6 %, науковці, спеціалісти, менеджери — 10,1 %.